# Apple A5X
Az Apple A5X egy 32 bites egylapkás rendszer (SoC) az Apple tervezésében, amelyet a harmadik generációs iPad piaci megjelenésével egyidőben mutattak be, 2012. március 7-én. Ez nem más, mint az Apple A5 csip egy nagyobb teljesítményű változata; Az Apple saját állításai szerint a csip grafikai teljesítménye a kétszerese az A5-ének. A csipet az Apple A6X processzor váltotta fel a negyedik generációs iPadben.

## Kialakítás
Az A5X jellemzői a kétmagos ARM Cortex-A9 MPCore CPU amely 1 GHz-es órajelen fut, és a négymagos PowerVR SGX543MP4 GPU, amelynek órajele mindössze 250 MHz. Az Apple megduplázta az A5X memória interfészének méretét az A5-höz képest, amelybe beletartozik a memória interfész alrendszer négy 32 bit széles LP-DDR2 memória vezérlővel. Ezt szükséges volt, hogy elérjék a megfelelő sávszélességet a harmadik generációs iPad igen magas pixelszámú Retina Display kijelzője kielégítő meghajtásához.
Az A4 és A5 processzorokkal ellentétben az A5X-et fém hőelosztó lemez borítja és nem is package-on-package (PoP) összeállításban készül. A korábbi csipekben a RAM az egylapkás rendszer (SoC) tetején ült, az A5X-ben azonban a RAM nem tartozik bele a SoC-ba, ehelyett az A5X csip az alaplap egyik oldalára van szerelve és egy iker Samsung LP DDR2 SDRAM van forrasztva közvetlenül az alaplap másik oldalára. Az A5X 45 nm-es eljárással készül és a Samsung gyártja. A szilíciumlapka mérete drasztikusan megnövekedett az A5-tel összehasonlítva, 162,94 mm², tehát kb. 12,76 × 12,76 mm, ami háromszor nagyobb, mint az eredeti A4-es 53,3 mm²-es lapkafelülete.

## Apple A5X processzort tartalmazó eszközök
- iPad (3. generáció) – 2012 márciusa

## Fordítás
Ez a szócikk részben vagy egészben  az   Apple A5X című angol Wikipédia-szócikk ezen változatának fordításán alapul.  Az eredeti cikk szerkesztőit annak laptörténete sorolja fel. Ez a jelzés csupán a megfogalmazás eredetét és a szerzői jogokat jelzi, nem szolgál a cikkben szereplő információk forrásmegjelöléseként.